# Weiße Gewänder
Weiße Gewänder (russisch Белые одежды / Belyje odeschdy, wiss. Transliteration Belye odeždy) ist ein Roman von Wladimir Dudinzew über das Leben und die Arbeit von Biologen, der 1966 begonnen wurde, aber erst 1987 in der Sowjetunion in der Zeitschrift Newa erschien. Er wurde ein Jahr später mit dem Staatspreis der UdSSR ausgezeichnet.
Die Handlung basiert auf dem realen Konflikt zwischen dem Scharlatan in der Agrobiologie, dem „Volksakademiker“ Trofim Lyssenko (1898–1976) – im Roman das Akademiemitglied Rjadno – in den 1940er und 1950er Jahren, der versuchte, die Nachkriegsschwierigkeiten des Staates zu nutzen, um persönliche Macht zu erlangen, und mit Hilfe von Repressionen protegiert von höchster Ebene pseudowissenschaftliche Theorien aufstellte, die in der Zukunft als Lyssenkoismus bekannt wurden. Dies geschah gegen den die wissenschaftliche Wahrheit, den Fortschritt verteidigenden Widerstand zahlreicher Genetiker und Kommunisten bis hin zu Mitarbeitern der Sicherheitsorgane.
Im Jahr 1992 wurde der Roman von Leonid Belosorowitsch verfilmt. Im Jahr 2013 wurde er in die russische Leseempfehlungsliste der „100 Bücher für Schüler“ aufgenommen.